# Traveler (요조의 음반)
《Traveler》(트래블러, 여행자)는 한국의 여성 싱어송라이터 요조의 첫 번째 정규 음반이다. 2008년 10월 21일, 파스텔 뮤직에서 발매했다.

## 개요
- 자신의 이름 '요조'로 발매되는 첫 음반이다.

## 수록곡
1. Giant
2. 아침 먹고 땡
3. 에구구구
4. 하모니카 소리
5. 모닝 스타
6. 아 외로워
7. Happy birthday
8. 바오밥나무
9. Sunday
10. 하모니카 소리(Belle Époque ver.)
11. 그렇게 너에게